# 1,1-二苯基丙酮
1,1-二苯基丙酮是一种有机化合物，化学式为C
15H
14O，它是二苄基甲酮的同分异构体。它可由3-甲基-2,2-二苯基环氧乙烷在五羰基溴化铼的催化下重排得到。它可以被还原为1,1-二苯基异丙醇。